# مهدي كروبي

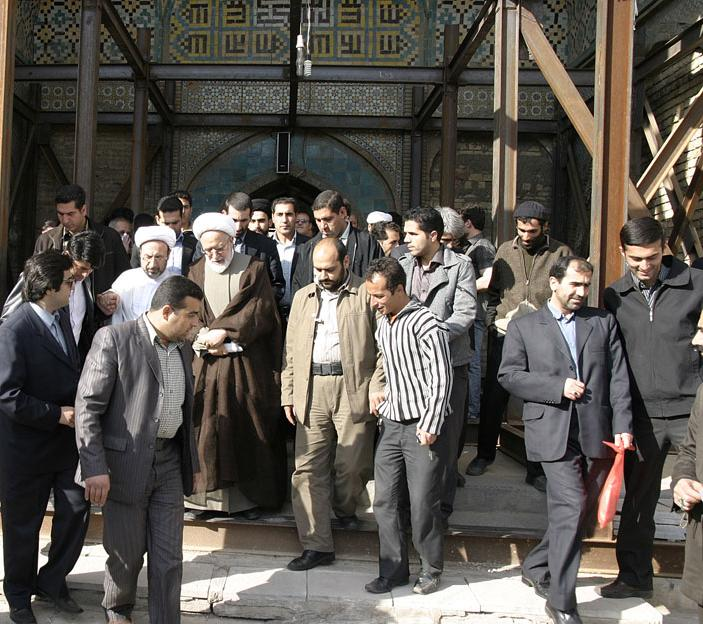
كروبي في إحدى لقاءاته

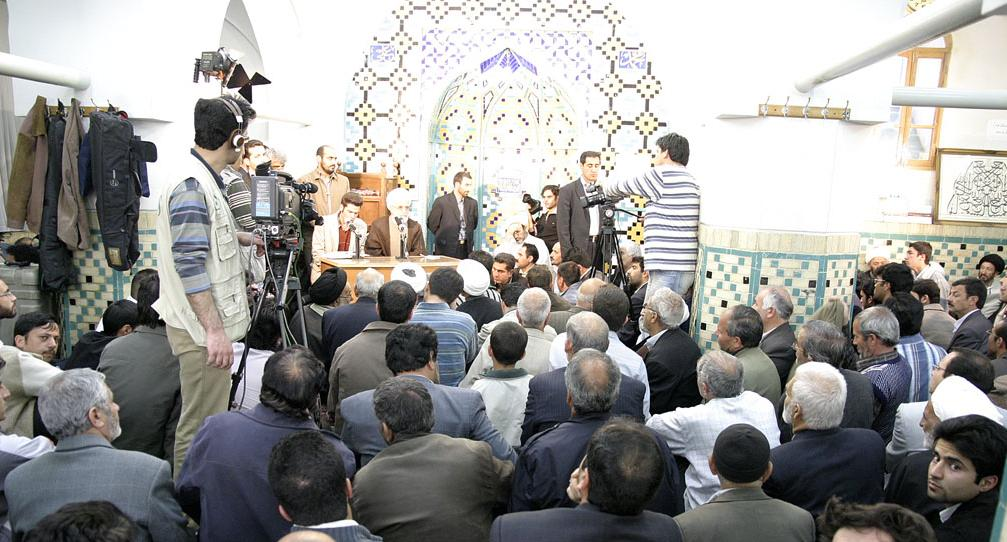
كروبي

مهدي كروبي (ولد في 26 سبتمبر 1937 في إقليم لوريستان)، هو سياسي ورجل دين إيراني ومن المواليين لنظام الجمهورية الإسلامية الإيرانية، ومن رجال الثورة مع آية الله العظمى روح الله الخميني.
يعد كروبي من قادة اليسار الإسلامي بصورة خاصة ومن المحسوبين على التيار الإصلاحي عموماً وكان عضوا مؤسسا في تجمع العلماء المجاهدين إلى أن انفصل وشكل حزبه الخاص. انتخب فيما بعد كنائب في مجلس الشورى الإسلامي عن مسقط رأسه أليغودرز في غربي إيران، وأسس مؤسسة شهداء الثورة الإسلامية واستمر رئيساً لها حتى سنة 1998م. كان كروبي ضمن اللجنة التي اختارها الخميني لإعادة النظر في الدستور سنة 1989م وترأس البرلمان من 1989م إلى 1992م ثم من 2000م إلى 2004م.
في سنة 1993م تم رفض أغلب مرشحي اليسار الإسلامي من قبل مجلس صيانة الدستور، لذا خسر كروبي أغلبيته البرلمانية وانزوى للعمل في الظل حتى تأسيس تجمع كوادر البناء سنة 1997م لدعم ترشح الرئيس الإصلاحي محمد خاتمي. رشح كروبي نفسه للانتخابات الرئاسية في 2009م التي حسمت لصالح المرشح المحافظ محمود أحمدي نجاد، واعقبتها مظاهرات واحتجاجات قادها مير حسين موسوي ومهدي كروبي وهاشمي رفسنجاني ومحمد خاتمي احتجاجاً على النتائج التي زورتها وزارة الداخلية كما قيل
وُضع مهدي كروبي تحت الإقامة الجبرية في فبراير 2011، عقب احتجاجه على نتائج الانتخابات الرئاسية الإيرانية لعام 2009. وبعد 14 عامًا، أُعلن في فبراير 2025 عن إنهاء الإقامة الجبرية، وذلك بناءً على توجيهات رئيس السلطة القضائية في إيران.

## مواقفه
دعا مهدي كروبي إلى المشاركة الواسعة في الإنتخابات الرئاسية الإيرانية 2021 ، فيما نشر أبنه ان مهدي كروبي سيصوت للمرشح المستقل عبد الناصر همتي ، إذ أنه يرفض المقاطعة كونها دعوة غربية تنصر أعداء إيران.
.

## معرض الصور

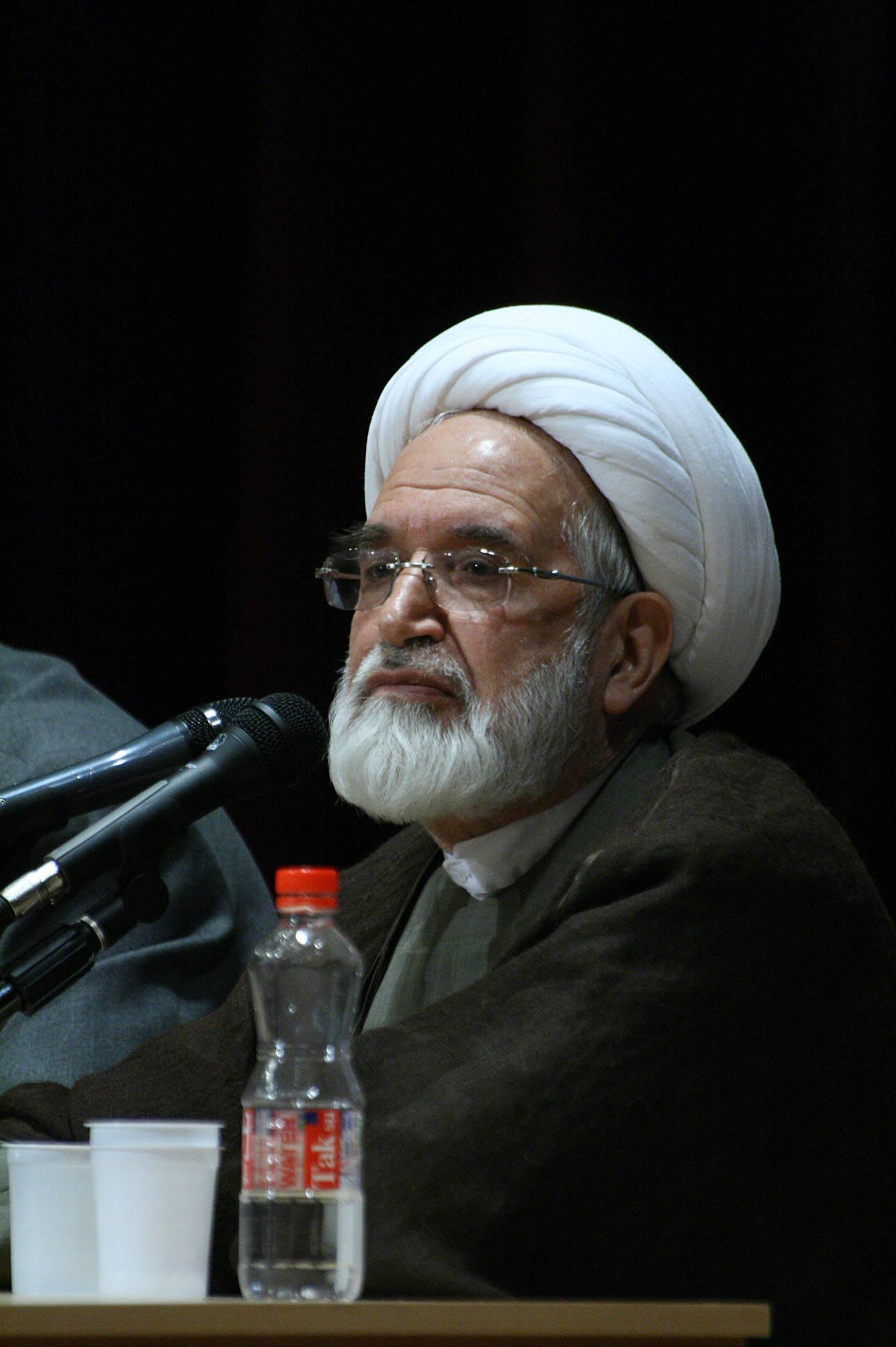
مهدي كروبي في (زنجان)
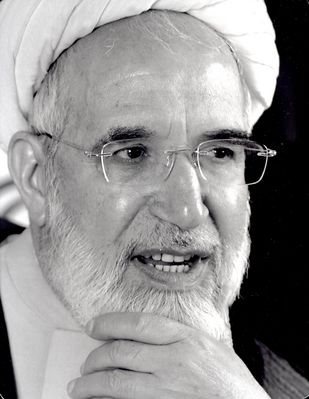
الإصلاحي مهدي كروبي